# Sylvie Bouissou
Pour les articles homonymes, voir Bouissou (homonymie).
Sylvie Bouissou est une musicologue française née à Noisy-le-Sec le 8 juillet 1955.

## Biographie
Sylvie Bouissou naît à Noisy-le-Sec (Seine-Saint-Denis) le 8 juillet 1955. Entre 1974 et 1981, elle étudie au Conservatoire de Versailles, puis entre 1980 et 1986, au Conservatoire national supérieur de musique de Paris, où elle obtient des 1ers prix en classes d'analyse, histoire de la musique et musicologie, auprès d'Yves Gérard et Claude Ballif, notamment,.
En parallèle, Sylvie Bouissou étudie la musicologie à l'Université de Paris IV-Sorbonne. En 1983, elle devient agrégée de l'université, avant d'obtenir en 1986 son doctorat en musicologie, sous la direction de Jean Mongrédien, avec une thèse consacrée aux Boréades de Jean-Philippe Rameau. Entre 1985 et 1987, elle bénéficie d'une bourse de recherche de l'Académie de France à Rome, à la Villa Médicis,.
En 1987, elle est nommée professeur (maîtresse de conférences) à l'Université de Tours, puis devient en 1988 chargée de recherche au CNRS,. En 1995, Sylvie Bouissou passe son habilitation à diriger des recherches sous la direction de Costin Miereanu à l'Université de Paris I Panthéon-Sorbonne.
Comme chercheuse, son travail se concentre principalement sur l'étude de Jean-Philippe Rameau et de l'opéra et ses institutions en France et en Europe.
Créatrice en 1991 de la Société Jean-Philippe Rameau, elle conçoit en 1993 le projet Musica gallica, collection d'éditions critiques du patrimoine musical français, fonde en 1996 et dirige l'Institut de recherche sur le patrimoine musical en France (IRPMF, devenu depuis l'IReMus). Depuis 1996, elle est aussi rédactrice en chef de l'édition des œuvres complètes, Opera omnia, de Rameau (distribution mondiale Bärenreiter), et, depuis 1998, est directrice de recherche au CNRS,.
En 2004, Sylvie Bouissou est nommée chevalier dans l'ordre des Palmes académiques.
Comme autrice, elle est lauréate du prix des Muses en 2012 (catégorie « essai ») avec Crimes, cataclysmes et maléfices dans l'opéra baroque en France (Minerve), et du prix René Dumesnil de l'Académie des beaux-arts de l'Institut de France en 2014 avec Jean-Philippe Rameau (Fayard).

## Écrits
Parmi les écrits de Sylvie Bouissou, figurent notamment :
- « Les Boréades de J.-P. Rameau : un passé retrouvé », Revue de musicologie, vol. 69,‎ 1983.
- « Les tendances des réécritures de Rameau dans Les surprises de l'amour (1748, 1757–1759) », International Musicological Society Congress Report XIV,‎ 1987.
- « Au-delà de l’imaginaire et de la spéculation la musique d'orchestre de Claude Ballif », dans La musique: du théorique au politique, Paris, éd. H. Dufourt et J.-M. Fauquet, 1991.
- Jean-Philippe Rameau : "Les Boréades" ou la tragédie oubliée, Paris, 1992.
- « Le phénomène de la catastrophe naturelle dans l’opéra baroque français, 1671–1774 », International Musicological Society Congress Report XV,‎ 1992.
- « Les fonctions dramatico-musicales de la tempête et de l’orage dans l'opéra français, 1674–1764 », dans Penser l'opéra français de l’âge classique, Paris, éd. C. Kintzler, 1993.
- « Mécanismes dramatiques de la tempête et de l’orage dans l’opéra français à l’âge baroque », dans D’un opéra l’autre : hommage à Jean Mongrédien, Paris, éd. J. Gribenski, 1996.
- Jean-Philippe Rameau, Les Surprises de l’amour, OOR IV.27/1, Sylvie Bouissou (éd.), Paris, Billaudot éditeur, 1996, cxii-328 p.
- Principes éditoriaux ou Petit traité d'édition critique, Paris, 1997.
- Vocabulaire de la musique baroque, Paris, 1996.
- « L’impact social de la catastrophe naturelle dans l'opéra baroque français », dans Sillages musicologiques : hommages à Yves Gérard, Paris, éd. P. Blay et R. Legrand, 1997.
- Jean-Philippe Rameau, Les Surprises de l’amour, OOR IV.27/2, Sylvie Bouissou (éd.), Paris, Billaudot éditeur, 2000, lviii-310 p.
- Jean-Philippe Rameau, Hippolyte et Aricie, version de 1733, Sylvie Bouissou (éd.), OOR IV.1, Société Jean-Philippe Rameau, 2002, lxxx-396 p.
- « Une dramaturgie baroque revisitée par la référence poly-culturelle : l’exemple de La Porte du Paradis » dans Musique et dramaturgie, Esthétique de la représentation au XXe siècle, Laurent Feneyrou (éd.), Paris, Publications de la Sorbonne, Série Esthétique/7, 2003, p. 603-612.
- Jean-Philippe Rameau : Catalogue thématique des œuvres musicales, t. 2. Livrets, avec Denis Herlin, préface de Catherine Massip, OOR VI.1/2, Paris, 2003, CNRS Éditions et BnF, 410 p.
- « À la cour de Parme, une chorégraphie de Jean-Philippe Delisle pour Acis et Galatée » dans Michelle Biget-Mainfroy et Rainer Schmusch (éd.), « L’Esprit français » und die Musik Europas : Entstehung, Einfluss un Grenzen einer ästhetischen Doktrin, Hildesheim, Olms, 2006, p. 217-231.
- Jean-Philippe Rameau : Catalogue thématique des œuvres musicales, t. 1. Musique instrumentale ; Musique vocale religieuse et profane, avec Denis Herlin et la collaboration de Pascal Denécheau, OOR VI.1/1, Paris, 2007, CNRS Éditions et BnF, 370 p.
- Jean-Philippe Rameau, Hippolyte et Aricie, version de 1757, Sylvie Bouissou (éd.), OOR IV.6, Société Jean-Philippe Rameau, 2007, llxxiv-430 p.
- « La parodie d’opéra ou comment accéder à l’opéra sans aller à l’Opéra » dans Droit et Opéra, Mathieu Touzeil-Divina et Geneviève Kouby, Poitiers, LGDJ, 2008, p. 67-77.
- « Le livret d’opéra : une source d’information pour le geste, la danse et la composition des ballets », Jacqueline Waeber (éd.), Musique et geste en France de Lully à la Révolution. Études sur la musique, le théâtre et la danse, Publications de la Société Suisse de Musicologie, série II, vol. 50, Berne, Peter Lang, 2009, p. 95-113.
- « Le problème des versions multiples des opéras chez Rameau », Michel Noiray et Solveig Serre (éd.), colloque international « Le répertoire de l’Opéra de Paris », 2010.
- Jean-Philippe Rameau, Les Surprises de l’amour, OOR IV.27/2, Sylvie Bouissou (éd.), Paris, Billaudot, 2000, lviii-310 p.
- Crimes, cataclysmes et maléfices dans l'opéra baroque en France, Minerve, 2011.
- Jean-Philippe Rameau : Catalogue thématique des œuvres musicales, t. 3. Musique dramatique : d’Acante et Céphise à Hippolyte et Aricie, avec Denis Herlin et Pascal Denécheau, OOR VI.1/3, Paris, CNRS Éditions et Bibliothèque nationale de France, 2012, 750 p.
- « Entre notation et pratique musicale ; le rôle du clavecin dans l’opéra baroque en France », Mélanges en hommage à Catherine Massip, Cécile Reynaud et Herbert Schneider (éd.), Genève, Droz, 2012, p. 191-211.
- « Rameau’s Treatise on the Composition of Musical Canons and the Bresou collection: new discoveries and attributions», Oxford, dans Jean-Philippe Rameau : International anniversary Conference St Hilda’s College, 11-14 September, 2014, p. 1-15.
- Jean-Philippe Rameau : musicien des Lumières, Paris, Fayard, 2014.
- « Les copistes de musique à l’époque de Rameau », avec Pascal Denécheau, dans Rameau, entre Art et Science, Paris, École des Chartes, Sylvie Bouissou, Graham Sadler et Solveig Serre (dir.), 2016, p. 215-254.
- Rameau, entre art art science, études réunies par Sylvie Bouissou, Graham Sadler et Solveig Serre, Paris, École des Chartes, 2016.
- « Le poème d’opéra, de la source littéraire au livret ; le cas des Opera omnia de Rameau », dans Perspektiven der Edition musikdramatischer Texte, Thomas Betzwieser, Andrea Münzmay, Norbert Dubowy (éd.), 2017, p. 85-96.
- Jean-Philippe Rameau, Les Indes galantes, Sylvie Bouissou (éd.), OOR IV.2, 7, Société Jean-Philippe Rameau, 2019, lxxx-396 p.
- Dictionnaire de l'Opéra de Paris sous l'Ancien Régime (1669-1791), Sylvie Bouissou, Pascal Denécheau et France Marchal-Ninosque (dir.), Paris, Classiques Garnier, 4 tomes, 2019-2020, 1162 p. + 966 p. + 934 p. + 940 p.
- « Les Fragments à l’Opéra sous l’Ancien Régime : évolution et enjeux », dans Les Métamorphoses du ballet, Th. Soury et A. Craim (dir.), avec Pascal Denécheau, 2022, p. 121-196.
- « Aesthetic stakes meet economic obligation: directors’ policies at the royal academy of music (1733-1791», Benoît Dratwicki, Julien Dubruque, Barbara Nestola et Thomas Lecomte (dir.), L’Académie royale de musique : fabrique d’opéra et entreprise de spectacle en France aux XVIIe et XVIIie siècles, Brepols, 2022, p. 153-166.